# Guapó (ort)
Guapó är en ort i Brasilien.   Den ligger i kommunen Guapó och delstaten Goiás, i den centrala delen av landet, 210 km sydväst om huvudstaden Brasília. Guapó ligger 710 meter över havet och antalet invånare är 10 075.
Terrängen runt Guapó är huvudsakligen platt, men åt sydost är den kuperad. Runt Guapó är det ganska glesbefolkat, med 38 invånare per kvadratkilometer..
Omgivningarna runt Guapó är huvudsakligen savann.